# Steeneik
De steeneik (Quercus ilex) is een boom uit de napjesdragersfamilie (Fagaceae). Deze van nature in Zuid-Europa voorkomende, groenblijvende eik wordt veel aangeplant als sierboom en ter beschutting, vooral in kuststreken. De boom is bestand tegen de zilte zeewind en de luchtvervuiling in de stad. In Nederland en Vlaanderen is de boom matig winterhard. De boom kan dertig meter hoog worden, maar blijft meestal veel kleiner. In rotsachtige gebieden blijft de eik vaak struikvormig.

## Kenmerken
De steeneik heeft een dichte, brede, koepelvormige kroon. Meestal zijn de takken opgaand. Jonge stammen en takken, tot ca. 15 cm diameter, hebben een grijze, wat glanzende gladde schors. Naarmate de boom groeit of de takken dikker worden, komen er geleidelijk scheuren in de schors die dan minder glanst en donkerder is, bruinachtig zwart tot zwart. De schors van volwassen bomen is tot vierkante platen gebarsten. Het hout heeft anders dan bij de zomer- en wintereik, geen duidelijk zichtbare groeiringen; er is een goede loupe of stereomicroscoop nodig om ze te zien.
De steeneik heeft slanke, dof grijsachtig bruine twijgen die zijn voorzien van wollige haartjes. Op de twijgen zitten kleine, geelbruine knoppen. De eindknop heeft ongekrulde borsteltjes.
De bladeren variëren in vorm van lang en smal tot eirond. Ze zijn dik, leerachtig en lijken wel wat op bladeren van de hulst (Ilex aquifolium). De bladeren aan de jonge loten hebben een getande rand als bescherming tegen vraat; naarmate de twijg ouder wordt worden de bladranden meer gegolfd, en uiteindelijk glad. De bovenzijde van het blad is ruw en glanzend groen. De onderzijde is grijsachtig groen. De bladsteel is wollig behaard en 1–2 cm lang.
Er zijn bleke, goudgele katjes van 4–7 cm lang. De steeneik heeft lichtgroene eikels die 1,5–2 cm lang zijn. Er zijn diepe napjes met viltige schubben.

## Verspreiding
Oorspronkelijk komt de steeneik uit het Middellandse Zee-gebied, maar het verspreidingsgebied strekt zich uit tot aan de kust van de Golf van Biskaje en Bretagne. Op sommige plaatsen in Zuid-Engeland is de steeneik verwilderd. Sommigen uit eikels die, als wintervoorraad zijn begraven door gaaienmaar niet terug opgegraven.

## Gebruik
De steeneik levert zeer hard, zwaar hout, in kleine afmetingen, dat azijnhout genoemd wordt, waarschijnlijk afgeleid van azinheira, de naam van de boom in het Portugees. Het leent zich voor het maken onderdelen die zwaar belast worden, zoals in de wagenmakerij en in windmolens voor de kammen van de wielen. Het wordt ook als brandhout gewaardeerd. Door de heel vaste structuur laat steeneik zich goed draaien op de houtdraaibank, hoewel gezien de hardheid een metaaldraaibank geschikter kan zijn. Bij oudere bomen vormt zich soms zeer donker bruin kernhout dat niet lijkt op het hout van de meeste andere soorten eiken. Het donkere kernhout kan een diameter van 20 à 30 cm bereiken, de diameter van de stam is dan 50 à 60 cm.
De bast wordt gebruikt voor het looien van huiden.
De vruchten van de steeneik zijn, wanneer ze zijn geroosterd, eetbaar. Verder worden ze in Spanje en Portugal gebruikt als voer voor het Iberische varken, dat naar zeggen zijn smaak ontleent aan de eikels waarmee het wordt gevoerd.

## Afbeeldingen

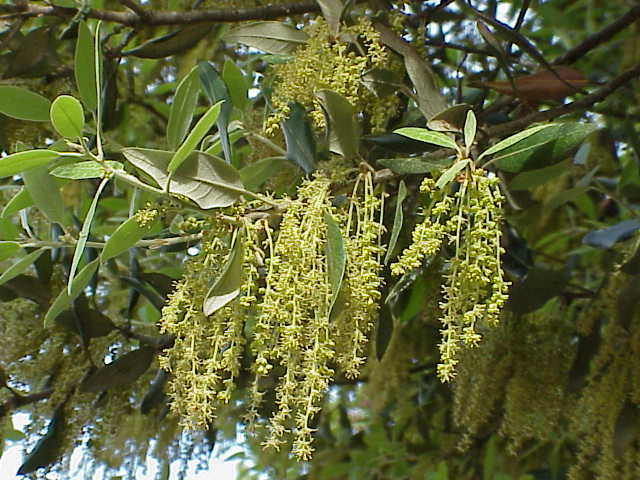
Katjes en blad
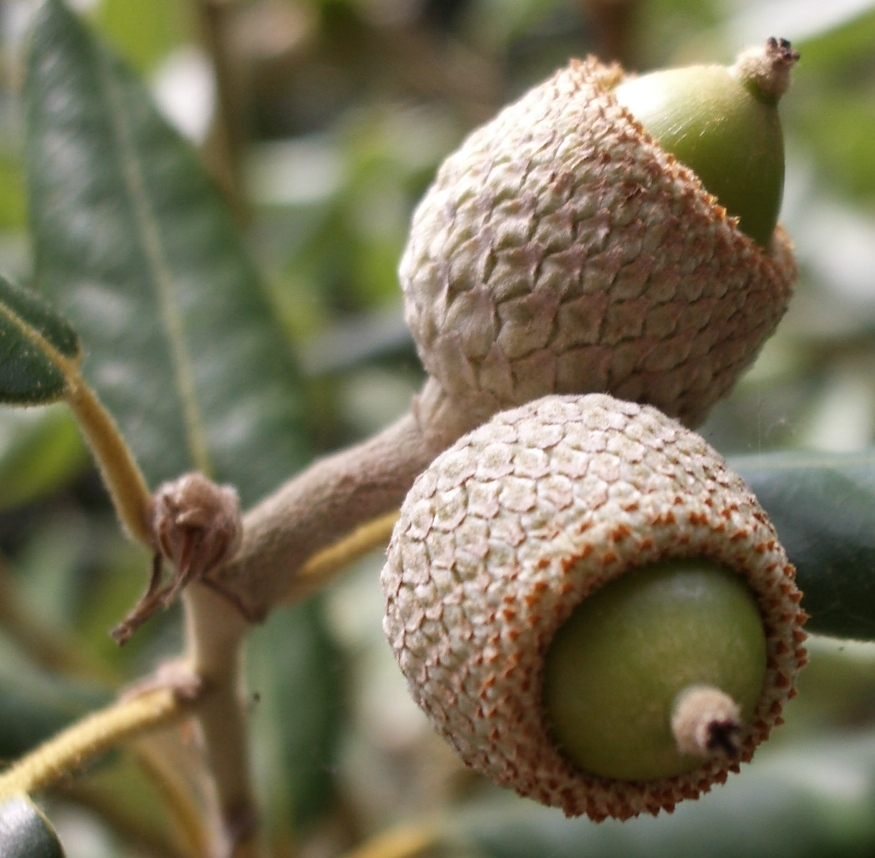
Eikels
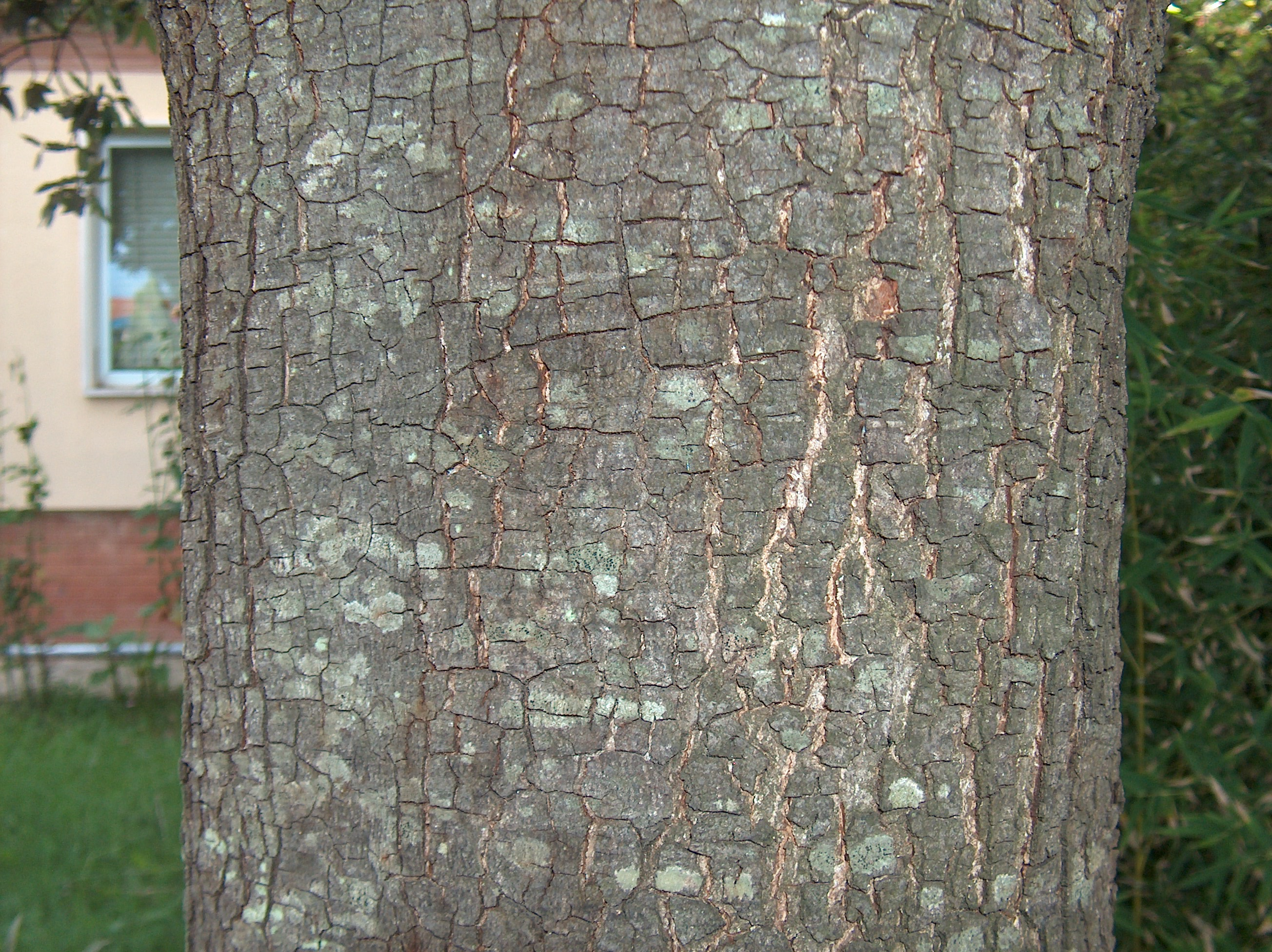
Bast

hout
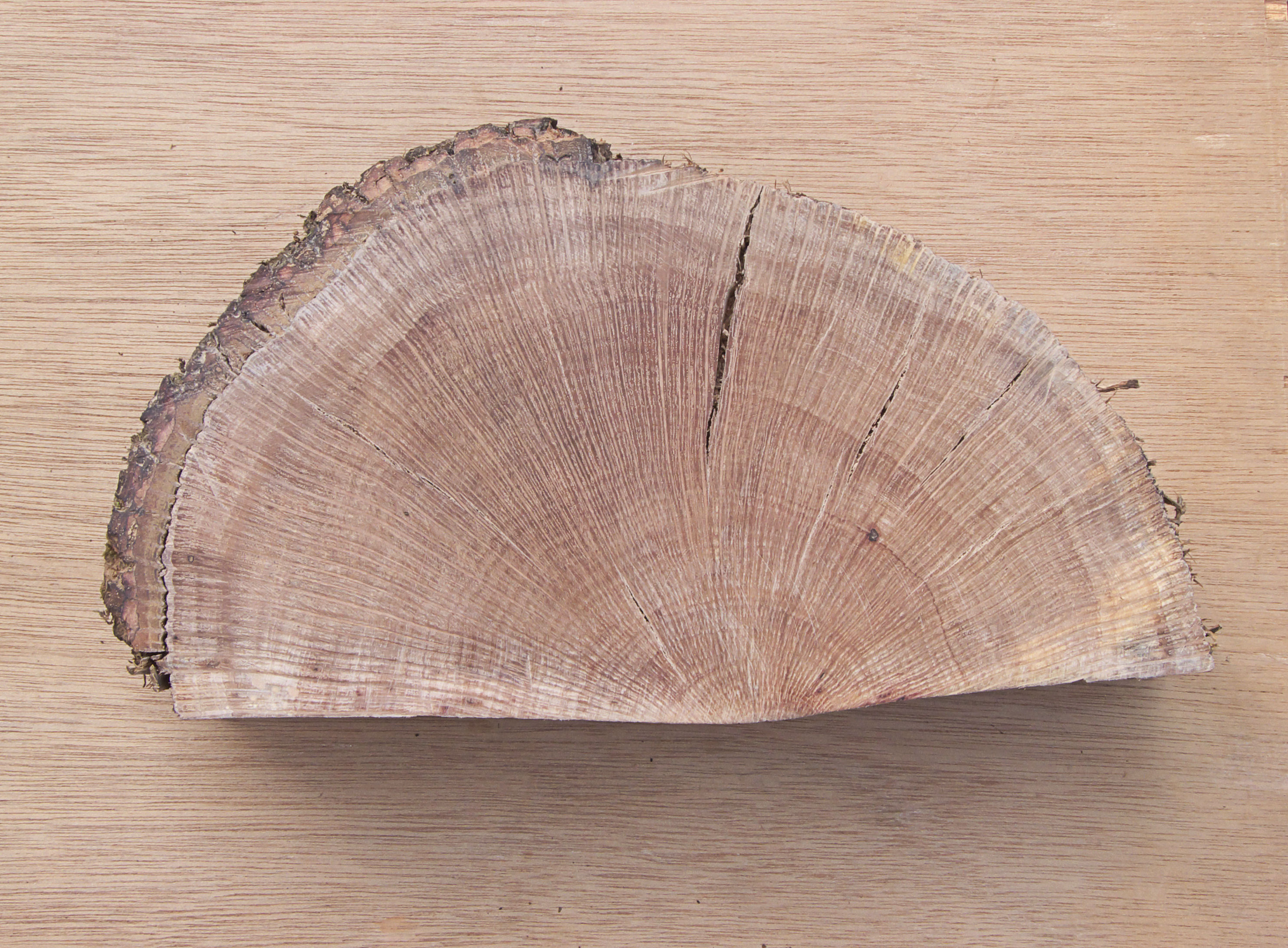
Stam met diameter van 26 cm (zonder bast)
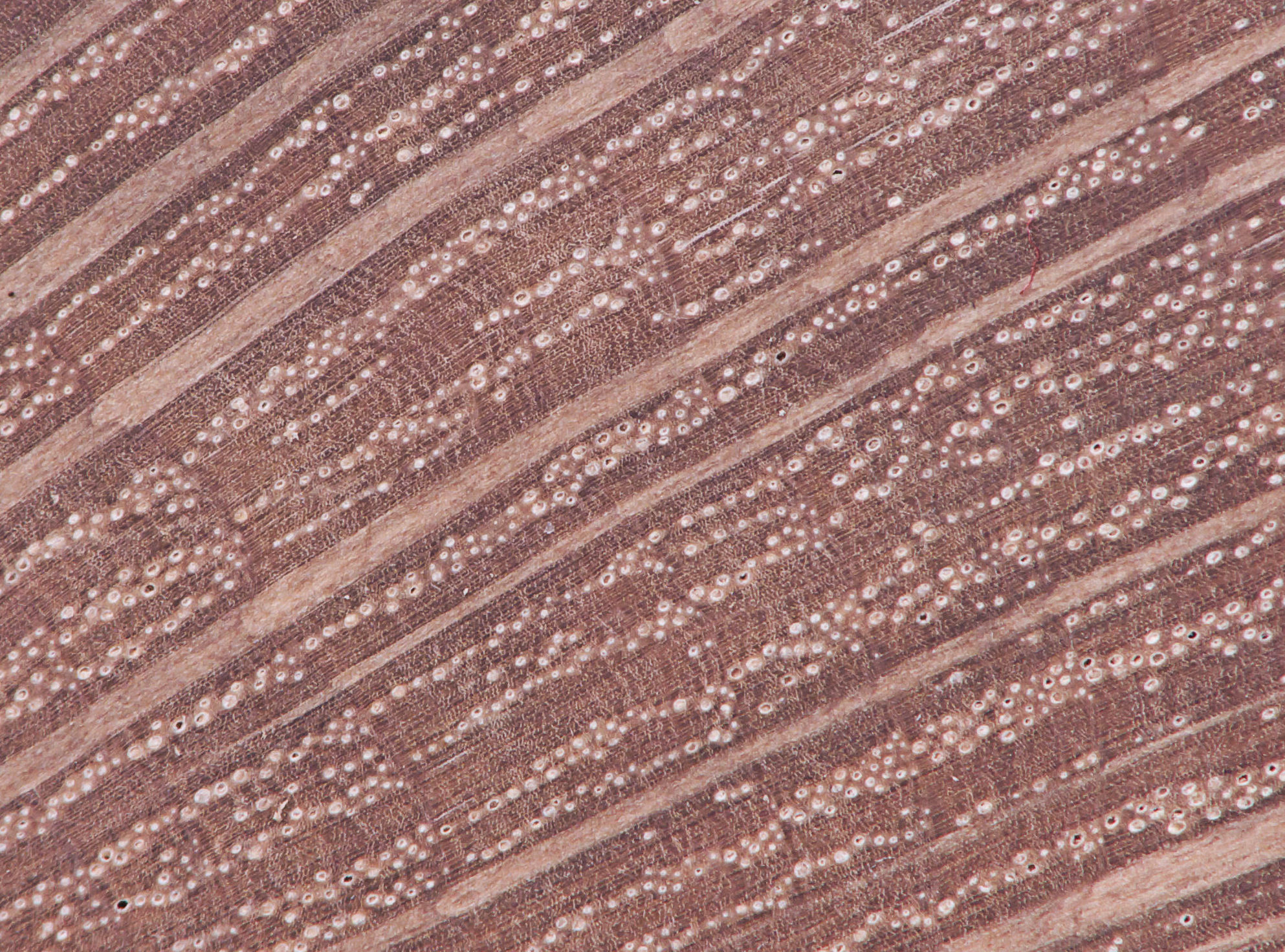
Closeup kernhout (dwarsdoorsnede)
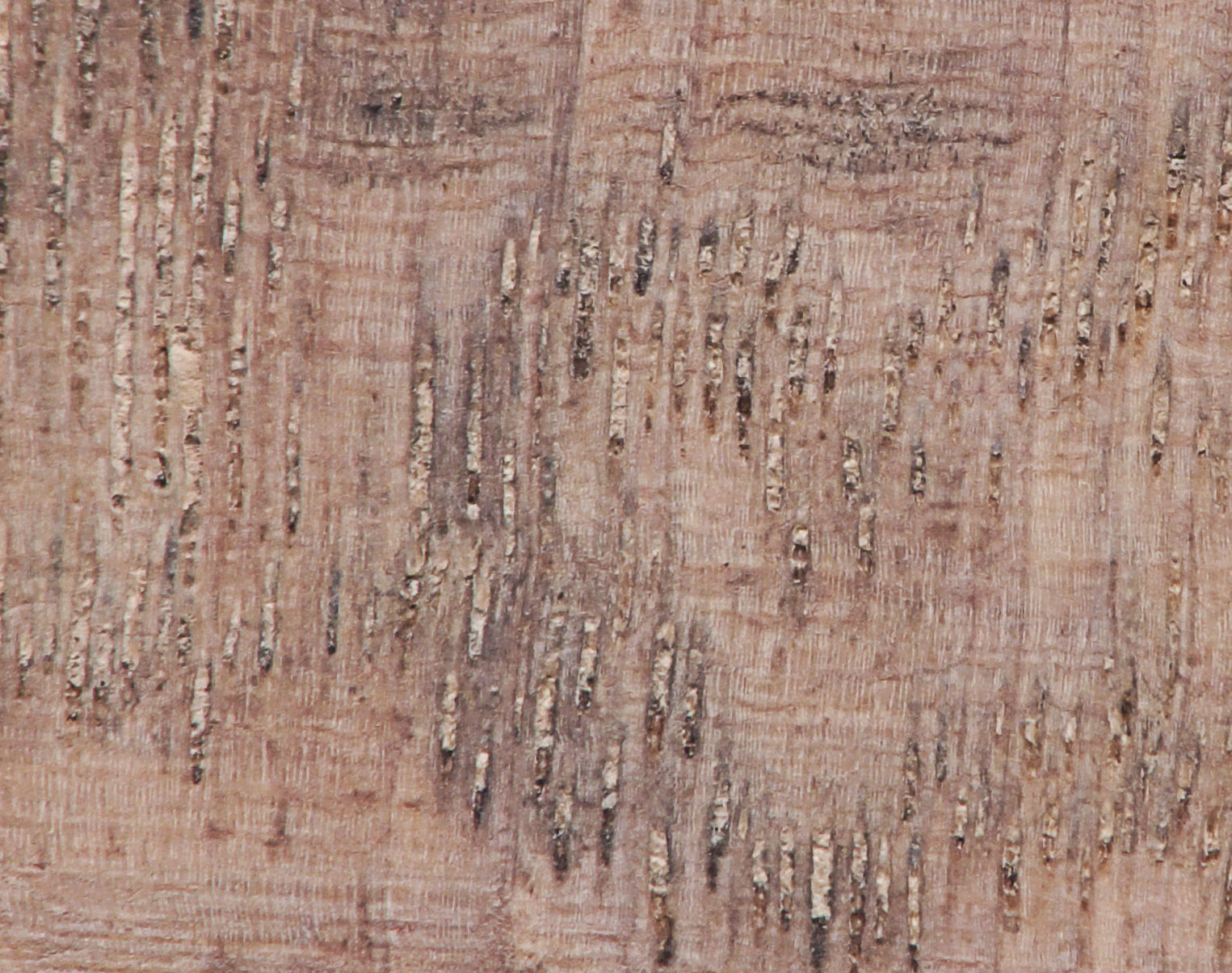
Closeup spinthout (lengtedoorsnede)
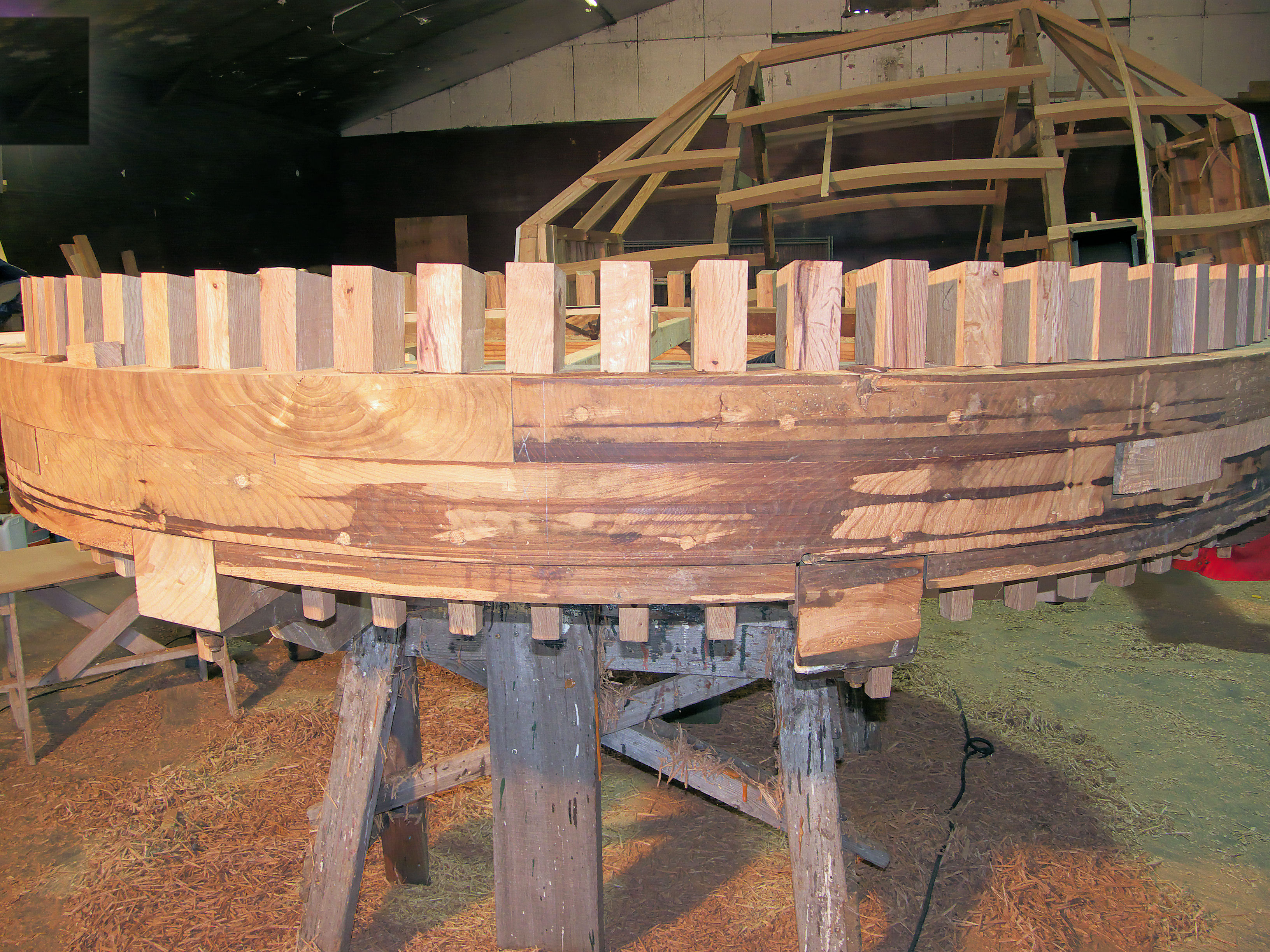
Bovenwiel korenmolen te Kortgene met kammen (tanden) van azijnhout